# جوج وجوه (مسلسل مغربي)
جوج وجوه هو مسلسل مغربي من ثلاثين حلقة من إخراج مراد الخودي من بطولة عزيز داداس ودنيا بوطازوت وعبدالله ديدان وماجدولين الإدريسي، وفاطمة هراندي، ونادية آيت.

## طاقم العمل

###### الممثلون[1]
- دنيا بوطازوت (محجوبة)
- عزيز داداس  (باصطوف / مهدي الحمزاوي / علي / بوشعيب)
- عبدالله ديدان  (علال)
- ماجدولين الإدريسي (شامة)
- راوية / فاطمة هراندي (ثريا)
- نادية آيت  (ياسمين)
- طارق البخاري (كريمو)
- سحر الصديقي (تيبارية)
- عبد العزيز وانزة (أديب)
- يسري مراكشي (داغكو)
- ماري باتول برينانت (زينة)
- هبة بناني (نايلة)

##### تأليف
- هندة سيقال

###### إخراج
- مراد الخودي